# Milia Dayan
Milia (Emilia) Dayan var en egyptisk skådespelare. Hon och hennes syster var de två första kvinnliga skådespelarna i Egypten och i arabvärlden.
När den moderna teatern grundades i Egypten genom bildandet av Yaqub Sanu teatersällskap år 1870, kunde han endast finna två kvinnor att uppträda på scen: två fattiga judiska flickor, som han fick lära att skriva, läsa och agera. Att uppträda på scen var inte accepterat för en kvinna i Mellanöstern, men det accepterades för icke muslimska kvinnor då den moderna teaterkonsten krävde det: Sanu kunde dock inte finna fler än två, och fick därför begränsa kvinnorollerna i sina pjäser. 
Milia Dayan uppträdde även som sångare. Hon turnerade med sällskapet både i Egypten och så långt bort som Syrien. 
Systrarna Dayan var de första kvinnliga skådespelarna i Arabvärlden vid sidan av Miriam Samat, Warda Milan, Mathilde Nagga och systrarna Ibriz Estati och Almaz Estati; samtliga kvinnliga skådespelare ur pionjärgenerationen var icke-muslimer, då muslimska kvinnor fortfarande levde beslöjade i könssegregation vid denna tid.